# Adam Zoernikav
Adam Zoernikav, auch Adam Zoernikau, (* 11. September 1652 in Königsberg; † 1692/1694 in Kiew (unsicher)) war ein deutscher evangelischer Theologe und Jurist, der später zum orthodoxen Christentum konvertierte.

## Leben und Werk
Zoernikav stammte aus einer lutherischen Goldschmiedfamilie. Er verlor früh seine Eltern. Unter der Obhut und Vormundschaft seines Stiefvaters begann er zunächst in seiner Heimatstadt ein Studium der evangelischen Theologie. Hier zeigte er die fachliche Neigung zur Patristik. Ab 1673 studierte er, der innerprotestantischen theologischen Kontroversen überdrüssig, in Jena Jura.
Um innerprotestantischen Lehrstreitigkeiten zu entgehen, reiste Zoernikav zum Studium der Kirchenväter im Hinblick auf die diesbezüglichen Sichtweisen der Ost- und der Westkirche schließlich nach Oxford und Cambridge. Er reiste über Paris, Italien, Österreich, Polen 1679 nach Wilna zurück und studierte dabei die jeweiligen Ortsbibliotheken. Bald darauf traf er auf einen russisch-orthodoxen Priester und trat in Černigov zur Orthodoxie über.
1682 vollendete er sein Hauptwerk Über den Ausgang des Heiligen Geistes, das gegen den Krakauer Jesuiten Nikolaus Cichowski gerichtet war. Dieses voluminöse Werk diente Feofan Prokopovič als fundamentaltheologische Argumentationsbasis gegen die Römische Kirche. Eugenios Vulgaris übersetzte dieses Werk 1797 in die griechische Sprache. Andere Werke Zoernikavs über die Taufe und den Antichristen gelten in Form von Manuskripten als in russischen Bibliotheken verschollen.